# Gilbert de Montpensier

Escut d'armes de Gilbert de Montpensier, quarterat de Borbó i del Delfinat d'Alvèrnia

Gilbert de Borbó, nascut el 1443, mort a Pozzuoli el 15 d'octubre de 1496, va ser comte de Montpensier i delfí d'Alvèrnia, comte de Clarmont, senyor de Mercoeur, i virrei de Nàpols.
Era fill de Lluís I de Borbó, comte de Montpensier i de Gabriela de la Tour d'Auvergne.
En vida del seu pare, va portar el títol de comte-delfí, i va fer les seves primeres armes contra Carles el Temerari, duc de Borgonya el 1471 i el 1475. Durant la Guerra boja, va restar fidel a la regenta Anna de França i va combatre a Francesc II, duc de Bretanya el 1487. El 1489, va operar al Rosselló contra els catalans de Ferran el Catòlic.
Finalment va acompanyar a Carles VIII de França a la primera guerra d'Itàlia, i es va quedar a Nàpols com a virrei. Va combatre a Ferran el Catòlic que havia desembarcat a Itàlia, però va morir de les febres que van delmar les seves tropes.
S'havia casat amb a Màntua el 25 de febrer de 1481 amb Clara Gonzaga (1464 † 1503), filla de Frederic I, marquès de Màntua i de Margarida de Baviera, i havia tingut:
- Lluïsa (1482 † 1561), duquessa de Montpensier, delfina d'Alvèrnia, casada amb Andreu III de Chauvigny (+1503), i després amb Lluís de la Roche-sur-Yon, príncep de la Roche-sur-Yon (1473 † 1520)

- Lluís II (1483 † 1501), comte de Montpensier

- Carles III (1490 † 1527), duc de Borbó i conestable de França, casat el 1505 amb Susana de Borbó-Beaujeu duquessa de Borbó i d'Alvèrnia, comtessa de la Marca (1491- 1521)

- Francesc (1492 † 1515), duc de Châtellerault

- Renata, senyora de Mercoeur (1494 † 1539), casada el 1515 a Antoni II, duc de Lorena i de Bar (1489 † 1544)

- Anna (abril de 1496-1510)